# メモ (Apple)
メモ は、Apple が開発した メモ作成アプリ 。同社の iOS、iPadOS、macOS、visionOS の各オペレーティングシステムで提供されており、後者は OS X Mountain Lion 以降で提供されている。短いテキストメモを作成するためのサービスとして機能し、Apple の iCloud サービスを使用してデバイス間で同期できる。このアプリケーションは iOS と macOS で同様のインターフェイスを使用しており、メモにはテクスチャのない紙の背景と、鉛筆やクレヨンを思わせる明るい黄色のアイコンを使用している。2013 年まで、両方のアプリケーションは、罫線が入ったテクスチャのある紙のデザインで、強く スキューモーフィック なインターフェイスを使用していた。Mountain Lion バージョンでは、これを革製のフォルダーの中に配置した。このデザインは OS X Mavericks と iOS 7 で置き換えられた。

## iOS/iPadOSバージョン

### iOS 7
iOS 7では、他のすべてのデフォルトアプリと同様に、メモが再設計され、メモ帳のようなUIが失われた。

### iOS 9
iOS 9以降、メモは機能面で大幅に改良された。iCloud同期（IMAPの代わりに OS X El Capitanバージョンに対応）、スケッチ作成機能（後にApple Pencilのサポートも追加）、高度なテキスト書式設定オプション、複数のスタイルのリスト、豊富なWebおよび マップリンクのプレビュー、より多くのファイルタイプの添付ファイルのサポート、対応する専用の添付ファイルブラウザー、Webリンクや画像などを保存するためのシステム共有拡張ポイント。iOS 9.3以降では、個々のメモをパスワードで保護できる（Touch ID を使用して互換性のあるデバイス上のすべてのメモのロックを解除できる）。ただし、今後はロックされたすべてのメモに対して 1 つのパスワードのみを設定できる。パスワードは互換性のあるデバイス間で同期される。

### iOS 10
iOS 10では、メモに共同作業機能が追加され、多くの人が同時にメモを編集できるようになった。

### iOS 11
iOS 11でリリースされたメモのアップデートでは、表、ピン留めされたメモ、ドキュメントスキャナー、グラフ用紙と罫線入り用紙、等幅テキストのサポート、手書き検索、およびApple Pencilとの統合の改善が追加された。ロック画面でペンシルをタップすると、描画がアクティブになった新しいメモが表示される。また、メモアプリ内でペンシルを使用してインライン描画を開始することもできる。

### iOS/iPadOS 13
iOS 13では、メモアプリにメモをサムネイルとして表示する新しいギャラリービューと共有フォルダーが追加された。チェックリストの項目は完了すると自動的に一番下に移動され、ドラッグアンドドロップを使用して並べ替えることができる。検索では、メモを使用してスキャンしたドキュメント内のテキストを検索したり、メモ内の画像を認識したりできる。

### iOS/iPadOS 15
メモでは、タグを使用してノートを分類したり、メンションを使用して共有ノートへの重要な変更を共同作業者に通知したりすることができる。新しいアクティビティ ビューには、共有ノートへの最近の変更がすべて表示される。

### iOS/iPadOS 16
クイックノートは、共有シートを通じて iPhone で利用できるようになった。また、スマート フォルダーは、ノートを整理するための新しいフィルターをサポートする。ロックされたノートにのみ特定のパスコードを使用するのではなく、デバイスのパスコードを使用してノートをロックできる。

## macOS バージョン
Mountain Lion より前は、macOS の Apple Mail はメモを含むメールボックスをサポートしており、これは iOS の Notes アプリケーション内のメモと同期されていた。この状況はkludgeだった。Apple Mail はすでに IMAP メールボックス同期プロトコルを実装していたため、最小限の追加作業でメモを同期することもできた。Mountain Lion では、メモは別の Notes アプリケーションに移動された。 作成されたメモは、iCloud サービスを通じて、ユーザーのすべての Apple デバイスで同期される。メモはフォルダーに整理したり、ユーザーのデスクトップにピン留めしたりできる。アプリケーションを閉じても、ピン留めされたメモはそのまま残る。さらに、iPad、iPhone、iPod touch バージョンとは異なり、OS X Mountain Lion メモ アプリケーションでは、メモ内に画像を埋め込むことができる。元々、メモは 3 つの異なるデフォルト フォント、Noteworthy、Marker Felt、Helvetica で作成できた。ユーザーは、[フォントを表示] メニューにアクセスしてカスタム フォントを追加することもできる。このメニューでは、テキスト サイズの変更、リストの書式設定、配置 (左、中央、両端揃え、右) の選択、書き込み方向の割り当て、テキストのインデントを行うことができる。添付ファイル、画像、ハイパーリンク もメモに追加できる。添付ファイルは iOS デバイスでは表示できない。
Apple Notes アプリのデータ保存メカニズムは独自のものであるため、このソフトウェアのユーザーは、すべての Notes データを別の形式にエクスポートする便利な方法がないため、このソフトウェアに縛られてしまう可能性がある。Appleは個々のメモを PDF ファイルとしてエクスポートする方法を提供しているが、ソフトウェアには、すべてのメモのテキストをテキスト ファイル、リッチ テキスト ファイル、またはその他の一般的に使用されるデータ ファイル形式に一括データ転送としてエクスポートするメカニズムは提供されていない。

### OS X El Capitan
OS X El Capitan 以降、Notes は機能面で大幅な改良を受け (iOS 9 バージョンに合わせて)、主な機能として iCloud 同期、iOS 版で作成された スケッチ の表示機能、高度な テキスト書式設定 オプション、複数のリスト スタイル、豊富な Web および 地図 リンク プレビュー、より多くのファイル タイプ添付ファイルのサポート、対応する専用の添付ファイル ブラウザー、Web リンクや画像などを保存するためのシステム共有拡張ポイントなどが追加された。OS X El Capitan 4 以降では、個々のメモをパスワードで保護することができ、パスワードは互換性のあるデバイス間で同期される。

### macOS High Sierra
macOS High Sierra とともにリリースされた Notes のアップデートでは表が追加される。

### macOS Catalina
macOS Catalina の新しいメモアプリを使用すると、メモをリマインダーに変えることができる。

### macOS Sonoma
macOS Sonoma では、Apple の Notes アプリでメモ間のリンクを作成できるようになった。

## 大衆文化において
ソーシャルメディアのユーザーは、メモアプリケーションを使用して短いメモを作成することがよくある。このメモは、Instagram や Twitter などのソーシャルメディアサイトに スクリーンショット として投稿できる。作家たちは、この形式のコミュニケーションは、おそらくカジュアルな雰囲気を出すため、またはプラットフォームの文字数制限を超えるために、有名人が公の声明を出す際によく使われており、公の謝罪を掲載することが多いと指摘している。

## 参照
- Evernote – 独立したクロスプラットフォームのメモ作成サービス。表、グラフ、画像などのより複雑なデータを保存できる。
- Microsoft OneNote – Microsoft アカウントにリンクされた Microsoft のクロスプラットフォーム ノート システム
- リマインダー – AppleのリマインダーサービスもiCloudを使用
- Google Keep – Google のメモ作成アプリケーション。Android および iOS で ウェブアプリケーション として利用できる。
- メモ帳
- Notebook